# NGC 4570
NGC 4570 is een lensvormig sterrenstelsel in het sterrenbeeld Maagd. Het hemelobject werd op 13 april 1784 ontdekt door de Duits-Britse astronoom William Herschel.

## Synoniemen
- UGC 7785
- MCG 1-32-114
- ZWG 42.178
- VCC 1692
- PGC 42096